# Metapygoplus spinicoxa
Metapygoplus spinicoxa is een hooiwagen uit de familie Assamiidae.